# Лауфен (Німеччина)
Ляуфен (нім. Laufen) — місто в Німеччині, знаходиться в землі Баварія. Підпорядковується адміністративному округу Верхня Баварія. Входить до складу району Берхтесгаден.
Площа — 35,31 км2. Населення становить 7319 ос. (станом на 31 грудня 2020).

## Відомі люди
- Йоганн Міхаель Роттмайр — (нім. Johann Michael Rottmayr, 11 грудня 1654, Ляуфен — 25 жовтня 1730, Мужен, Франція) — один з провідних австрійських художників епохи бароко.